# Новинарска медия
Новинарската медия или новинарската индустрия са форми на средства за масово осведомяване, които се фокусират върху предоставянето на новини на широката или целева общественост. Те включват печатни медии (вестници, списания за новини), излъчващи новини (радио и телевизия), а и в интернет (онлайн вестници, блогове с новини, видеоклипове, поточно предаване на новини и т.н.). Думата „Медия“ произлиза от media, което е множественото число на medium, което означава посредник.

## История
Някои от първите циркулации на новините се случват в Ренесансова Европа. Тези ръкописни издания са съдържали новини за войни, икономически условия и социални обичаи и са били разпространени сред търговците. Първите печатни новини се появяват в края на 1400 г. в немски памфлети, съдържащи съдържание, което често е силно сензационно. Първият вестник, написан на английски, е „The Weekly Newes“, публикуван в Лондон през 1621 г. Следват няколко статии през 1640-те и 1650-те. През 1690 г. в Бостън излиза първият американски вестник от Ричард Пиърс и Бенджамин Харис. Той обаче няма разрешение от правителството да бъде публикуван и веднага е премахнат.